# Form follows function
Form follows function ('vorm volgt functie') is sinds het begin van de 20e eeuw een principe in de moderne architectuur (functionalisme) en industriële vormgeving, dat inhoudt dat het ontwerp van een bouwwerk of product voortvloeit uit of gebaseerd wordt op de beoogde functie of het uiteindelijk gebruik. Deze filosofie werd geïntroduceerd door de architect Louis Sullivan.